# Heksatlenek tetrafosforu
Heksatlenek tetrafosforu, nazwa Stocka: tlenek fosforu(III), P
4O
6 – nieorganiczny związek chemiczny z grupy tlenków kwasowych, w którym fosfor występuje na III stopniu utlenienia. Wzór empiryczny tego związku to P
2O
3, który nie odzwierciedla jego prawdziwej struktury, z czterema atomami fosforu i sześcioma atomami tlenu w cząsteczce (P
4O
6).

## Otrzymywanie
Uzyskuje się go poprzez kontrolowane utlenianie fosforu mieszaniną tlenu (75%) i azotu pod zmniejszonym ciśnieniem w temp. ok. 50 °C:
P
4 + 3O
2 → P
4O
6
Tworzy się także podczas spalania fosforu przy ograniczonym dostępie powietrza. Można go stosunkowo łatwo oddzielić od tworzącego się również P
4O
10 dzięki znacznie większej lotności.
Nie można go natomiast otrzymać przez dehydratację H
3PO
3 (mimo że jest bezwodnikiem tego kwasu).

## Właściwości

### Właściwości atomowe
Jego cząsteczka zbudowana jest z czterech atomów fosforu i sześciu atomów tlenu tworzących symetryczny układ przestrzenny typu adamantanu, podobnie jak P
4O
10; natomiast N
2O
3 jest monomerem.

### Właściwości fizyczne
Tworzy miękkie, woskowate, białe kryształy. Jego gęstość wynosi 2,13 g/cm³. Jest związkiem lotnym; topi się w temp. 23,8 °C, a wrze w 173,1 °C.

### Właściwości chemiczne

#### Rozkład termiczny
Ogrzewany długi czas w zatopionej ampułce w 210 °C ulega dysproporcjowaniu do czerwonego fosforu i tetratlenku difosforu:
2P
4O
6 → 2P + 3P
2O
4
W wyższych temperaturach (do 400 °C) obok fosforu tworzą się mieszaniny różnych tlenków fosforu.

#### Reakcja z wodą
Reaguje powoli z zimną wodą, dając kwas fosfonowy:
P
4O
6 + 6H
2O → 4H
3PO
3
Z gorącą wodą reakcja ma przebieg gwałtowny i odmienny, z dysproporcjowaniem do czerwonego fosforu, fosforowodoru, kwasu fosforowego i innych związków.

#### Utlenianie
Jest związkiem palnym. Po ogrzaniu na powietrzu ulega samozapłonowi w 70 °C (jeżeli jest zanieczyszczony fosforem, samozapłon następuje w temperaturze pokojowej). W wyniku tej reakcji powstaje P
4O
10:
P
4O
6 + 2O
2 → P
4O
10
Reagując z ozonem w temperaturze pokojowej utlenia się do P
4O
10 i tlenków mieszanych P(III)/P(V). Natomiast w niskiej temperaturze (−78 °C) ulega reakcji cycloaddycji [1+3], tworzy ozonek o wzorze P
4O
18:
P
4O
6 + 4O
3 → P
4O
18
Struktura przestrzenna wyjściowego P
4O
6 pozostaje w tej reakcji nienaruszona, a do każdego atomu fosforu przyłącza się cząsteczka O
3, tworząc cztery dodatkowe pierścienie czteroczłonowe (z ozonem podobnie reagują w niskich temperaturach estry fosforynowe (RO)
3P). Ozonek P
4O
18 rozkłada się powyżej −35 °C do dekatlenku tetrafosforu i tlenu:
P
4O
18  →  P
4O
10 + 4O
2↑

#### Inne reakcje
W reakcji z chlorowodorem tworzy H
3PO
3 i trichlorek fosforu:
P
4O
6 + 6HCl → 2H
3PO
3 + 2PCl
3
Reaguje, często gwałtownie, z wieloma substancjami organicznymi i nieorganicznymi. Z bromem i chlorem i jodem tworzy halogenki fosforu.

### Szkodliwość
Jest silnie trujący.